# Marianów (powiat garwoliński)
Marianów – wieś w Polsce położona w województwie mazowieckim, w powiecie garwolińskim, w gminie Garwolin.
Miejscowość jest siedzibą rzymskokatolickiej parafii św. Izydora.
W latach 1954–1972 wieś należała i była siedzibą władz gromady Marianów. W latach 1975–1998 miejscowość należała administracyjnie do województwa siedleckiego.